# Судья Прист
«Судья Прист» (англ. Judge Priest) — кинофильм режиссёра Джона Форда, вышедший на экраны в 1934 году.

## Преамбула
Персонажи этого фильма — как семейные призраки из моего детства. Война между штатами была закончена, но её трагичные и комичные моменты роились у каждого в мыслях, и подобные истории пустили глубокие корни у меня в памяти.
Одним человеком я особенно восхищаюсь, ибо он являлся воплощением терпимости в те дни и мудрости своего почти исчезнувшего поколения. Я назвал его «судья Прист» и постарался честно изобразить его лично, а также свои добрые отношения к нему.
Итак, старый городок Кентукки, 1890 год.
Ирвин С. Кобб

## Сюжет
Главное в суде не кодексы, статьи, вещдоки и показания, а люди, которые принимают решения — их мировоззрение, их понимание справедливости, в конце концов, их совесть.
Мы застаём судью Приста в один из переломных моментов его жизни и двадцатилетней карьеры…
Сенатор Мэдью, недовольный тем, как происходит судопроизводство в городке, решил выдвинуть на ближайших выборах судьи свою кандидатуру. Пусть он ограниченный, пусть он не имеет такой популярности, как Прист, но всё же Мэдью серьёзный соперник…
Получив юридическое образование, вернулся домой племянник судьи Джером, которого помимо прочего тянуло сюда давнишнее чувство — любовь к сироте Элли Мэй. И тут же Джером, рассчитывающий на перспективу адвоката, получает своё первое дело: Боб Гиллис, защищая честь Элли Мэй, побил Флеминга Телли, публично хвалившегося тем, что добьётся не просто расположения девушки, но много бо́льшего. А когда Флеминг решил ему отомстить, Боб ранил его ножом. Дело предстоит непростое, ведь и судья, обязанный по своей должности быть беспристрастным, также испытывает к Флемингу неприязнь. И, наоборот, обвиняемый Гиллис ему глубоко симпатичен. А тем более, его защищает племянник, который любит девушку, ставшую причиной ссоры…
А тем более, сенатор Мэдью, общественный обвинитель, требует непредвзятого суда, а, следовательно, смены его председателя…
Ну что, дни Боба Гиллиса на свободе сочтены?..
Как тут всё переплетено! И только личность и мудрость главного действующего лица способны разрубить этот узел страстей и перипетий.

## В ролях
- Уилл Роджерс — судья Уильям «Билли» Прист
- Том Браун — Джером Прист, племянник судьи
- Анита Луис — Элли Мэй Гиллеспи
- Генри Вольтхолл — его преподобие Эшби Бранд
- Дэвид Ландау — Боб Гиллис
- Рошель Хадсон — Вирджиния Мэйдью, дочь сенатора
- Роджер Имхоф — Билли Гейнор
- Фрэнк Мелтон — Флеминг Телли
- Чарли Грэйпвин — сержант Джимми Багби
- Бертон Черчилль — сенатор Хорас Мэйдью
- Бренда Фоулер — Каролин Прист, мать Джерома
- Фрэнсис Форд — присяжный № 12
- Хэтти Макдэниел — тётушка Дилси
- Степин Фетчит — Джефф Пойндекстер
- Маргарет Манн — гувернантка (в титрах не указана)